# Phomopsis oryzae-sativae
Phomopsis oryzae-sativae är en svampart som beskrevs av Punith. 1980. Phomopsis oryzae-sativae ingår i släktet Phomopsis och familjen Diaporthaceae.   Inga underarter finns listade i Catalogue of Life.